# Psychoda platilobata
Psychoda platilobata és una espècie d'insecte dípter pertanyent a la família dels psicòdids.

## Descripció
- La placa subgenital de la femella és ampla, no té forma de "V" i està bilobulada feblement.[5][6]

## Distribució geogràfica
Es troba a Taiwan, Borneo, les illes Filipines (Luzon i Mindanao), Jamaica, Nova Guinea i l'illa de Trinitat.